# Premonitor (sismologia)
Abalos premonitórios ou sismos preliminares são abalos de intensidade bem inferior à do sismo principal, e que acontecem antes dele. Constituem o oposto da réplica, já que esta se manifesta após o sismo. É difícil para o ser humano detectar sua ocorrência, pois a atividade sísmica muito baixa.